# Kelsey Automóveis
Embora Cadwallader Kelsey tenha fabricado alguns automóveis em sua juventude entre 1897 e 1902, na cidade de Filadélfia (Pensilvânia), sua experiência mais relevante como fabricante de automóveis ocorreu entre 1920 e 1924, quando dirigiu a "Kelsey Motor Company" na cidade de Newark (Nova Jérsei).
Entre 1920 e 1924, essa montadora construiu alguns veículos equipados com transmissão por disco de atrito (um tipo de transmissão continuamente variável - Câmbio CVT)       .